# بخش مرکزی شهرستان مانه
بخش مرکزی، یکی از بخش‌های شهرستان مانه در استان خراسان شمالی ایران است. مرکز این بخش، روستای محمدآباد است.

## تقسیمات کشوری
- بخش مرکزی شهرستان مانه
  - دهستان اترک
  - دهستان عشق‌آباد

شهر: پیش‌قلعه

## جمعیت
بر پایه سرشماری عمومی نفوس و مسکن در سال ۱۳۹۵، جمعیت بخش مرکزی شهرستان مانه برابر با ۱۶٬۴۶۳ نفر بوده‌است.